# Al Deain

Localização do distrito

Al Deain é um dos nove distritos do estado de Janub Darfor, no Sudão.